# 薩拉伊肯特
薩拉伊肯特是土耳其的城鎮，位於該國中部，由約茲加特省負責管轄，面積341平方公里，海拔高度1,149米，主要經濟活動有農業、畜牧業和工業，2011年人口7,342。

## 外部連結
- District governor's official website （页面存档备份，存于） （土耳其文）
- District municipality's official website （页面存档备份，存于） （土耳其文）
- General information on Saraykent （土耳其文）

39°41′37″N 35°30′40″E / 39.69361°N 35.51111°E